# NGC 7629
NGC 7629 est une galaxie lenticulaire barrée située dans la constellation des Poissons. Sa vitesse par rapport au fond diffus cosmologique est de 8 752 ± 35 km/s, ce qui correspond à une distance de Hubble de 129,1 ± 9,1 Mpc (∼421 millions d'al). NGC 7629 a été découverte par l'astronome allemand Albert Marth en 1864.

## Groupe WBL
La base de données NASA/IPAC mentionne aussi que NGC 7629 est un membre du groupe WBL 711 (voir désignation) en faisant référence à un catalogue de 732 groupes de galaxies rapprochés et pauvres en membres qui a été publié en mai 1999 par Richard A. White, Mark Bliton, Suketu P. Bhavsar, Patricia Bornmann, Jack O. Burns, Michael J. Ledlow et Christen Loken. La désignation employée pour les groupes dans ce catalogue est WBL XXX, où XXX est le numéro du groupe. L'identification des galaxies est malheureusement toujours absente, mais la base de données NASA/IPAC permet souvent l'identification de celles-ci en entrant la requête WBL XXX-xx, où xx est un numéro allant de 1 jusqu'au nombre de galaxies du groupes. Le catalogue indique aussi les coordonnées du groupe et le nombre de membres de celui-ci.
Selon ce catalogue, WBL 711 comprend trois galaxies, soit NGC 7629, CGCG 380-042 et CGCG 380-044. Le tableau ci-dessous résume les propriétés de ces six galaxies. Toutes ces galaxies sont dans la constellation des Poissons.
| Nom                       | Classification | Type                | α (J2000.0)       | δ (J2000.0)     | Vitesse radiale (km/s) | Magnitude apparente | Distance (Mpc) | Dimension (kal) |
| ------------------------- | -------------- | ------------------- | ----------------- | --------------- | ---------------------- | ------------------- | -------------- | --------------- |
| WBL 711-01 (NGC 7629)     | SA0^0^?        | Lenticulaire barrée | 23h 21m 19.3817s  | 01° 24′ 11.320″ | 9 121 ± 24 km/s        | 13,8                | 129,1          | 135             |
| WBL 711-02 (CGCG 380-042) | ?              | ?                   | 23h 21m 39.1859s  | 01° 26′ 44.841″ | 9 812 ± 35 km/s        | -20,05              | 124,5          | 111             |
| WBL 711-03 (CGCG 380-044) | Sbc            | Spirale             | 23h 22m 05.38.03s | 01° 28′ 50.644″ | 8 771 ± 7 km/s         | -19,94              | 123,9          | 61              |

La distance de Hubble moyenne des galaxies de ce groupe est de 125,8 ± 2,8 Mpc (∼410 millions d'al).